# José Rivera (siatkarz)
Jose Manuel Rivera Coamano (ur. 2 lipca 1977 w Chicago) – portorykański siatkarz grający na pozycji przyjmującego w portorykańskim klubie Caribes de San Sebastián. Były reprezentant kraju.

## Kluby
- 1995–2000:  Ohio State University Columbus
- 2000–2001:  Rebeldes de Moca
- 2001–2002:  CCA Melilla
- 2002–2003:  Playeros de San Juan
- 2003–2004:  Indeco Molfetta
- 2004     :  Playeros de San Juan
- 2004–2005:  Jastrzębski Węgiel
- 2005     :  Caribes de San Sebastián
- 2005–2006:  Beauvais Oise UC
- 2006     :  Caribes de San Sebastián
- 2006     :  Gigantes de Carolina
- 2006–2007:  Noliko Maaseik
- 2007–2008:  Iraklis Saloniki
- 2008–2009:  Olympiakos Pireus
- 2009–2010:  EA Patras
- 2010     :  Gigantes de Carolina
- 2010–2011:  Tonno Callipo Vibo Valentia
- 2011–2012:  Andreoli Latina
- 2012–2013:  VfB Friedrichshafen
- 2013–2014:  Gigantes de Carolina
- 2014–2015:  Rennes Volley 35
- 2015-:  Caribes de San Sebastián

## Sukcesy
- 2000 -  Mistrzostwo Portoryka
- 2008 -  Mistrzostwo Grecji
- 2009 -  Mistrzostwo Grecji
- 2010 -  Mistrzostwo Portoryka
- 2007 -  Puchar Belgii
- 2009 -  Puchar Grecji
- 2006 -  Superpuchar Belgii
- 2007 -  Superpuchar Grecji